# Portada/efemèride juliol 5
Autoretrat de Maria Röhl
« 4 de juliol · 5 de juliol · 6 de juliol »